# Gelenktriebwagen NGT8DD

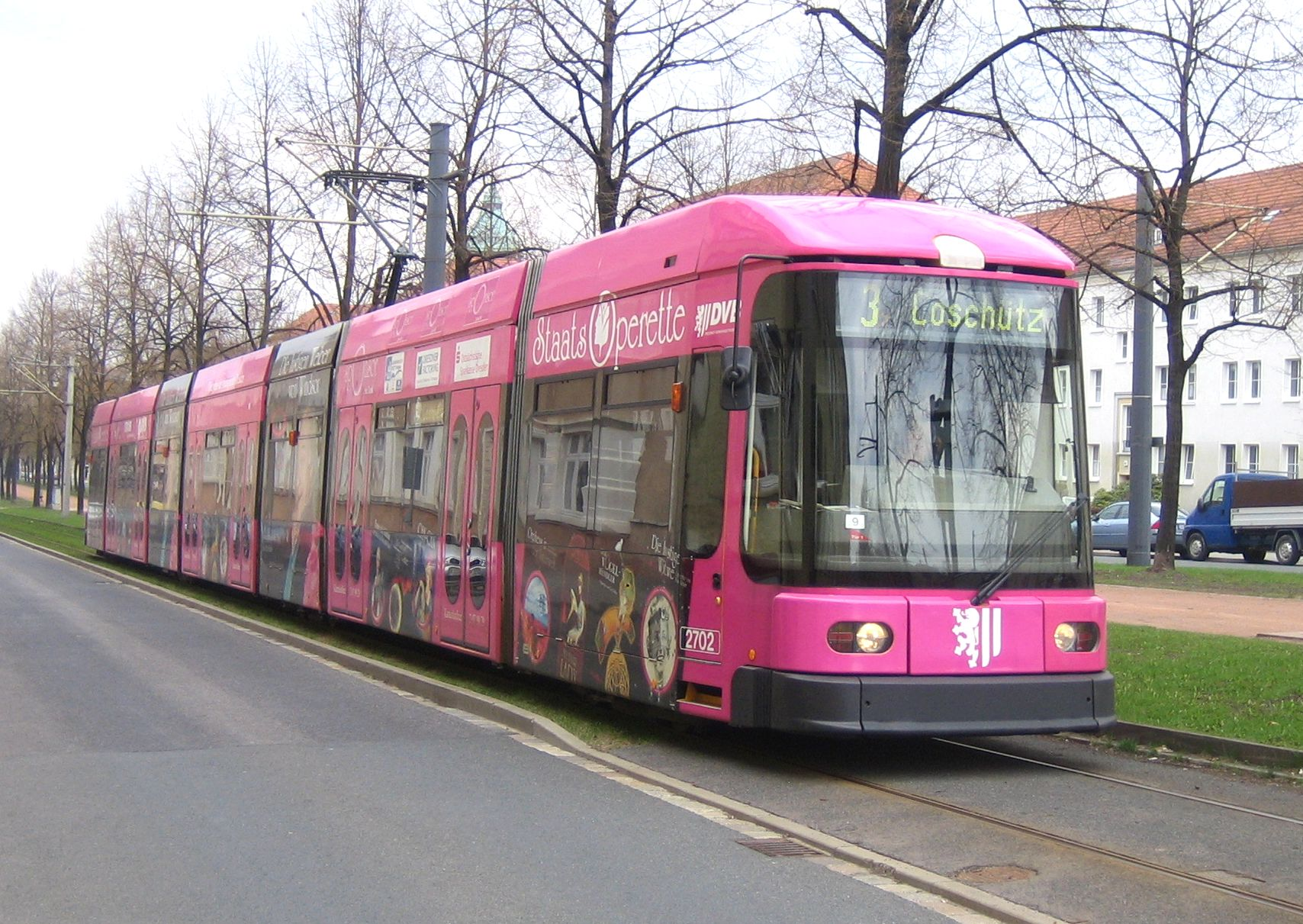
Lady im April 2006

Der Gelenktriebwagen NGT8DD (Niederflurgelenktriebwagen mit 8 Achsen, Typ Dresden) ist ein Fahrzeugtyp bei der Straßenbahn Dresden. Insgesamt besitzen die Dresdner Verkehrsbetriebe 23 Triebwagen dieses Typs mit den Nummern 2701 bis 2723. Sie gehören zur ersten Generation von Niederflur-Straßenbahnwagen in Dresden und sind im Wesentlichen baugleich mit den Gelenktriebwagen NGT6DD. Im Gegensatz zu diesen sind die NGT8DD nur in Einrichtungsbauart beschafft worden.
Die Fahrzeuge wurden in den Jahren 2001 und 2002 bei Bombardier Transportation in Bautzen hergestellt.

## Aufbau und Ausstattung
Ein Triebwagen ist 41,02 Meter lang und besteht aus sieben Fahrzeugmodulen. Die ersten, fünften und siebenten Module laufen auf je einem zweiachsigen Triebgestell mit durchgehenden Achswellen und einer Antriebsleistung von 2×95 kW. Das dritte Modul läuft auf einem antriebslosen Losradlaufwerk. Die drei Zwischenmodule verfügen über je zwei elektromechanisch betriebene Doppelaußenschwenkschiebetüren. Auf der in Fahrtrichtung rechten Seite des ersten Wagenkastens gibt es zusätzlich eine nach innen öffnende Führerstandstür.
Insgesamt können pro Fahrzeug 256 Fahrgäste befördert werden, aufgeteilt auf 112 Sitzplätze und 144 Stehplätze.
Neben der Fahrzeuglänge besteht der für Fahrgäste sichtbarste Unterschied gegenüber den NGT6DD in der Ausführung der Griffstangen im Fahrgastraum: Statt poliertem Edelstahl in Silberoptik wurden mit gelbem Kunststoff ummantelte Rohre verbaut. Der Wagenboden ist zum größten Teil wie bei den NGT6DD niederflurig, über den Triebgestellen im ersten. fünften und siebenten Modul ist er für die Achswellen und Fahrmotoren um eine Stufe erhöht, im Führerstandsbereich sowie am führerstandslosen B-Ende um eine weitere.
Seit Februar bzw. Juli 2023 werden die NGT6DD und NGT8DD mit LED-Blinkern ausgestattet. Allerdings liegt keine vollständige LED-Beleuchtung vor und die Blinker unterscheiden sich von denen der NGT DXDD. Der Triebwagen 2544 (NGT6DD-ER) war das Probefahrzeug, bei dem die Blinker im Rahmen der Hauptuntersuchung bis zum 21. Februar 2023 eingebaut wurden. Seit dem 5. September 2024 werden die NGT8DD im Rahmen von Hauptuntersuchungen jedoch vollständig auf LED-Beleuchtung umgerüstet. Das Probefahrzeug hierfür war der Triebwagen 2710. Mittlerweile verfügen die Wagen 2703, 2706, 2710, 2714 und 2720–2722 über eine vollständige LED-Beleuchtung. Bis Mitte 2027 sollen alle NGT8DD mit LED-Blinkleuchten oder vollständiger LED-Beleuchtung ausgestattet sein. Die Wagen 2701, 2702, 2704, 2705, 2707–2709 und 2711–2713 verbleiben mit LED-Blinkleuchten.
Als Nachfolgebauart wurden seit 2003 – ebenfalls von Bombardier in Bautzen – die Gelenktriebwagen NGT D12DD geliefert. Im Gegensatz zu den NGT8DD basiert diese neue Fahrzeuggeneration jedoch auf der Plattform Flexity Classic.

## Einsatz
Die NGT8DD werden hauptsächlich auf den Linien 4 und 6 eingesetzt. Darüber hinaus sind sie vereinzelt auf den Linien 1, 2, 3, 7, 8, 10, 11 und 12 anzutreffen. Bei Ausfall eines NGT D12DD werden sie auch auf den Linien 9 und 13 eingesetzt.
Aktuell (Stand: August 2025) ist der Wagen 2714 bis auf Weiteres abgestellt.

## Sonstiges
Neben den zahlreichen getauften NGT D8DD und NGT D12DD gibt es auch einen NGT8DD, der einen Namen führt. So wurde der Wagen 2702, der Ganzwerbung für die Staatsoperette Dresden trug, am 27. August 2004 auf den Namen Lady getauft.